# ستيفاني لاثام
ستيفاني لاثام (بالإنجليزية: Stephanie Latham)‏ (11 أبريل 1986 بسيدني في أستراليا - ) هي لاعبة كرة قدم أسترالية في مركز الوسط. لعبت مع Brisbane Roar FC (women) ‏.

## وصلات خارجية
- ستيفاني لاثام على موقع قاعدة بيانات كرة القدم.إي يو (الإنجليزية)